# لله مارکیتلی
ل‌له مارکیتلی (ایتالیایی: Lele Marchitelli؛ زادهٔ ۱۲ ژانویه ۱۹۵۵) یک آهنگساز اهل ایتالیا است.
از فیلم‌ها یا مجموعه‌های تلویزیونی که وی در ساخت موسیقی آن‌ها نقش داشته‌است می‌توان به زیبایی بزرگ، پاپ جوان، پاپ جدید و میر اهل ایست‌تاون اشاره کرد.